# Гомес-Плата
Гомес-Плата (исп. Gómez Plata) — город и муниципалитет на севере Колумбии, на территории департамента Антьокия. Входит в состав субрегиона Северная Антьокия.

## История
До прихода испанцев территорию муниципалитета населяли представители индейского племени es:Nutabes.
Поселение шахтёров, из которого позднее вырос город, было основано в 1760 году. Муниципалитет Гомес-Плата был выделен в отдельную административную единицу в 1903 году.
Название города связано с именем епископа Антьокии Хуана де ла Крус Гомеса Платы (1793—1850).

## Географическое положение

Муниципалитет Гомес-Плата

Город расположен в восточной части департамента, в гористой местности Центральной Кордильеры, на расстоянии приблизительно 55 километров к северо-востоку от Медельина, административного центра департамента. Абсолютная высота — 1805 метров над уровнем моря.

Муниципалитет Гомес-Плата граничит на северо-западе с муниципалитетом Гуадалупе, на западе — с муниципалитетом Каролина-дель-Принсипе, на юго-западе — с муниципалитетом Санта-Роса-де-Осос, на востоке — с муниципалитетом Йоломбо, на северо-востоке — с муниципалитетом Амальфи. Площадь муниципалитета составляет 360 км².

## Население
По данным Национального административного департамента статистики Колумбии, совокупная численность населения города и муниципалитета в 2012 году составляла 12 353 человек.
Динамика численности населения муниципалитета по годам:
| 2005   | 2006   | 2007   | 2008   | 2009   | 2010   | 2011   | 2012   |
| ------ | ------ | ------ | ------ | ------ | ------ | ------ | ------ |
| 11 252 | 11 457 | 11 598 | 11 751 | 11 897 | 12 048 | 12 204 | 12 353 |

Согласно данным переписи 2005 года мужчины составляли 50,2 % от населения Гомес-Платы, женщины — соответственно 49,8 %. В расовом отношении белые и метисы составляли 99,4 % от населения города; негры, мулаты и райсальцы — 0,2 %, индейцы — 0,1 %.
Уровень грамотности среди всего населения составлял 83,8 %.

## Экономика
Основу экономики Гомес-Платы составляют сельскохозяйственное производство, гидроэнергетика и добыча золота.

42,7 % от общего числа городских и муниципальных предприятий составляют предприятия торговой сферы, 40,1 % — предприятия сферы обслуживания, 14,2 % — промышленные предприятия, 3 % — предприятия иных отраслей экономики.